# 9. Division (Deutsches Kaiserreich)
Die 9. Division, für die Dauer des mobilen Verhältnisses auch als 9. Infanterie-Division bezeichnet, war ein Großverband der Preußischen Armee.

## Gliederung
Die Division war Teil des V. Armee-Korps.

### Friedensgliederung 1914
- 17. Infanterie-Brigade in Glogau
  - Infanterie-Regiment „von Courbière“ (2. Posensches) Nr. 19 in Görlitz und Lauban (II. Bataillon)
  - 3. Posensches Infanterie-Regiment Nr. 58 in Glogau und Fraustadt (III. Bataillon)
- 18. Infanterie-Brigade in Liegnitz
  - Grenadier-Regiment „König Wilhelm I.“ (2. Westpreußisches) Nr. 7 in Liegnitz
  - 5. Niederschlesisches Infanterie-Regiment Nr. 154 in Jauer und Striegau (III. Bataillon)
- 9. Kavallerie-Brigade in Glogau
  - Dragoner-Regiment „von Bredow“ (1. Schlesisches) Nr. 4 in Lüben
  - Ulanen-Regiment „Prinz August von Württemberg“ (Posensches) Nr. 10 in Züllichau
- 9. Feldartillerie-Brigade in Glogau
  - Feldartillerie-Regiment „von Podbielski“ (1. Niederschlesisches) Nr. 5 in Sprottau und Sagan (Reitende Abteilung)
  - 2. Niederschlesisches Feldartillerie-Regiment Nr. 41 in Glogau

### Kriegsgliederung bei Mobilmachung 1914
- 17. Infanterie-Brigade
  - Infanterie-Regiment „von Courbiére“ (2. Posensches) Nr. 19
  - 3. Posensches Infanterie-Regiment Nr. 58
- 18. Infanterie-Brigade
  - Grenadier-Regiment „König Wilhelm I.“ (2. Westpreußisches) Nr. 7
  - 5. Niederschlesisches Infanterie-Regiment Nr. 154
  - Jäger-Bataillon „von Neumann“ (1. Schlesisches) Nr. 5
- Ulanen-Regiment „Kaiser Alexander III. von Rußland“ (Westpreußisches) Nr. 1
- 9. Feldartillerie-Brigade
  - Feldartillerie-Regiment „von Podbielski“ (1. Niederschlesisches) Nr. 5
  - 2. Niederschlesisches Feldartillerie-Regiment Nr. 41
- 1. Kompanie/Niederschlesisches Pionier-Bataillon Nr. 5

### Kriegsgliederung vom 3. Mai 1918
- 18. Infanterie-Brigade
  - Grenadier-Regiment „König Wilhelm I.“ (2. Westpreußisches) Nr. 7
  - Infanterie-Regiment „von Courbiére“ (2. Posensches) Nr. 19
  - 5. Niederschlesisches Infanterie-Regiment Nr. 154
  - MG-Scharfschützen-Abteilung Nr. 16
  - 2. Eskadron/Regiment Königs-Jäger zu Pferde Nr. 1
- Artillerie-Kommandeur Nr. 9
  - Feldartillerie-Regiment „von Podbielski“ (1. Niederschlesisches) Nr. 5
  - II. Bataillon/Reserve-Fußartillerie-Regiment Nr. 6
- Pionier-Bataillon Nr. 160
- Divisions-Nachrichten-Kommandeur Nr. 9

## Geschichte
Der Großverband ging aus der am 5. November 1816 gebildeten Truppen-Brigade hervor und wurde am 5. September 1818 zur 10. Division erweitert. Am 28. Februar 1820 wurde daraus die 9. Division gebildet. Das Kommando stand bis zur Demobilisierung und Auflösung des Großverbandes 1919 in Glogau.

### Gefechtskalender

#### 1914
- 22. bis 27. August – Schlacht bei Longwy und am Othain-Abschnitt
- 28. August bis 18. September – Stellungskämpfe um Verdun
  - 2. September – Erste Erstürmung der Maashöhen
- ab 18. September – Kämpfe zwischen Maas und Mosel
  - 21. bis 24. September – Zweite Erstürmung der Maashöhen

#### 1915
- 01. Januar bis 31. Dezember – Kämpfe zwischen Maas und Mosel

#### 1916
- bis 13. September – Kämpfe zwischen Maas und Mosel
  - 29. Februar bis 13. September – Kämpfe bei Ronvaux-Saulx
  - 24. April bis 15. Juli – Kämpfe bei Champlon
- 13. bis 26. September – Reserve der OHL
- 26. September bis 30. Oktober – Stellungskämpfe vor Verdun
  - 24. Oktober – Kämpfe um Douaumont und Fort Vaux
- ab 31. Oktober – Kämpfe an der Aisne

#### 1917
- bis 10. Februar – Kämpfe an der Aisne
- 10. Februar bis 26. April – Stellungskämpfe zwischen Maas und Mosel
  - 17. bis 23. Februar – Kämpfe auf den Maashöhen
  - 24. Februar bis 26. April – Stellungskämpfe vor Verdun auf den Maashöhen
- 27. April bis 27. Mai – Doppelschlacht an der Aisne und in der Champagne
- 28. Mai bis 23. Oktober – Stellungskämpfe am Chemin des Dames
  - 23. Oktober – Gefecht bei Chavignon
- 24. Oktober bis 2. November – Nachhutkämpfe an und südlich der Ailette
- ab 3. November – Stellungskämpfe nördlich der Ailette

#### 1918
- bis 9. Januar – Stellungskämpfe nördlich der Ailette
- 10. Januar bis 20. März – Ruhezeit hinter der 18. Armee
- 21. März bis 6. April – Große Schlacht in Frankreich
- 07. bis 26. April – Kämpfe an der Avre und bei Montdidier und Noyon
- 27. April bis 26. Mai – Stellungskämpfe nördlich der Ailette
- 27. Mai bis 13. Juni – Schlacht bei Soissons und Reims
  - 27. Mai – Erstürmung der Höhen des Chemin des Dames
  - 28. Mai bis 1. Juni – Verfolgungskämpfe zwischen Oise und Aisne und über die Vesle bis zur Marne
- 30. Mai bis 13. Juni – Angriffskämpfe westlich und südwestlich von Soissons
- 15. Juni bis 19. Juli – Stellungskämpfe bei Reims
- 18. bis 25. Juli – Abwehrschlacht zwischen Soissons und Reims
- 26. Juli bis 3. August – Bewegliche Abwehrschlacht zwischen Marne und Vesle
- 04. August bis 3. September – Stellungskämpfe an der Vesle
- 09. September bis 9. Oktober – Stellungskämpfe bei Reims
- 10. bis 12. Oktober – Kämpfe vor der Hunding- und Brunhildfront
- 18. Oktober bis 4. November – Kämpfe vor und in der Hermannstellung
- 05. bis 11. November – Rückzugskämpfe vor der Antwerpen-Maas-Stellung
- ab 12. November – Räumung des besetzten Gebietes und Marsch in die Heimat

## Kommandeure
| Dienstgrad                   | Name                             | Datum                                                                                 |
| ---------------------------- | -------------------------------- | ------------------------------------------------------------------------------------- |
| Generalmajor                 | Nikolaus Ludwig von Rudolphi     | 30. März 1832 bis 29. März 1834 (mit der Führung beauftragt)                          |
| Generalmajor                 | Nikolaus Ludwig von Rudolphi     | 30. März 1834 bis 16. März 1835                                                       |
| Generalmajor                 | Friedrich von Brandenstein       | 26. Oktober 1843 bis 15. Dezember 1848                                                |
| Generalmajor                 | Wilhelm von Felden               | 16. Dezember 1848 bis 20. März 1850                                                   |
| Generalleutnant              | Eduard von Stoesser              | 04. November 1851 bis 18. Mai 1855                                                    |
| Generalleutnant              | Karl August von Brandenstein     | 12. Juli 1855 bis 7. Mai 1857                                                         |
| Generalmajor/Generalleutnant | August von Schoeler              | 07. Mai 1857 bis 12. Mai 1861                                                         |
| Generalleutnant              | Wilhelm von Schmidt              | 15. April 1862 bis 16. Mai 1866                                                       |
| Generalleutnant              | Julius von Loewenfeld            | 02. Juni 1866 bis 16. September 1866                                                  |
| Generalleutnant              | Wilhelm von Schmidt              | 17. September 1866 bis 2. Februar 1867                                                |
| Generalmajor/Generalleutnant | Albert von Rheinbaben            | 15. Januar 1868 bis Juli 1870                                                         |
| Generalmajor                 | Karl Gustav von Sandrart         | 18. Juli 1870 bis 19. März 1871 (mit der Führung beauftragt)                          |
| Generalleutnant              | Gustav Waldemar von Rauch        | 21. November 1872 bis 31. Oktober 1879                                                |
| Generalleutnant              | Ludwig Alexander von Lyncker     | 01. November 1879 bis 10. Juni 1882                                                   |
| Generalleutnant              | Oskar Bogun von Wangenheim       | 11. Juni 1882 bis 31. Januar 1885                                                     |
| Würt. Generalleutnant        | Gustav von Brandenstein          | 22. Februar 1885 bis 3. August 1888                                                   |
| Generalleutnant              | Otto Wilhelm von Fassong         | 04. August bis 19. November 1888                                                      |
| Generalleutnant              | Leonhard von Köller              | 20. November 1888 bis 12. Juni 1891                                                   |
| Generalmajor                 | Ernst von Leipziger              | 16. Juni bis 16. November 1891 (mit der Führung beauftragt)                           |
| Generalleutnant              | Ernst von Leipziger              | 17. November 1891 bis 17. April 1893                                                  |
| Generalleutnant              | Hermann von Wilczeck             | 18. April 1893 bis 17. März 1897                                                      |
| Generalleutnant              | Viktor von Usedom                | 27. Januar bis 17. März 1897 (zur Vertretung des beurlaubten Kommandeurs kommandiert) |
| Generalleutnant              | Viktor von Usedom                | 18. März 1897 bis 8. Juni 1898                                                        |
| Generalmajor                 | Louis Hahn                       | 21. Mai bis 14. Juni 1898 (zur Vertretung kommandiert)                                |
| Generalleutnant              | Louis Hahn                       | 15. Juni 1898 bis 3. Juni 1901                                                        |
| Generalleutnant              | Hermann von Eichhorn             | 21. Mai bis 3. Juni 1901 (in Vertretung)                                              |
| Generalleutnant              | Hermann von Eichhorn             | 04. Juni 1901 bis 30. April 1904                                                      |
| Generalleutnant              | Hermann von Wedel                | 01. Mai 1904 bis 5. April 1906                                                        |
| Generalleutnant              | Alfred von Haugwitz              | 10. April 1906 bis 21. März 1910                                                      |
| Generalleutnant              | Hugo von Kathen                  | 22. März 1910 bis 30. September 1912                                                  |
| Generalleutnant              | Eduard von Below                 | 01. Oktober 1912 bis 12. Mai 1915                                                     |
| Generalleutnant              | Ferdinand Noeldechen             | 13. Mai 1915 bis 24. Juni 1916                                                        |
| Generalmajor                 | Johannes Rogalla von Bieberstein | 25. Juni bis 20. Dezember 1916                                                        |
| Generalmajor                 | Erich Weber                      | 21. Dezember 1916 bis Januar 1919                                                     |